# 慰問袋
慰問袋（いもんぶくろ）は、戦地にある出征兵士などを慰め、その不便をなくし、士気を鼓舞するために、中に日用品などを入れて送った袋である。
袋は晒し木綿、または手拭い二つ折りであった。中に入れられた物は、日用品（ちり紙、手拭い、石鹸など）、衣服付属品（シャツ、腹巻きなど）、食料品、薬品、写真、絵画、お守り札などであった。戦地の気候や戦況を考慮すべきであるとされ、また場合によっては金子を贈ることもできた。差出人の住所、氏名を記し、手紙を添えた。
送達方法は、寄贈者が居住地の市町村長を経て陸軍恤兵部へ寄付申込書を差し出し、その承認を受け内容を検査され指定された陸軍倉庫へ発送された。
救恤品の運搬費は寄贈者負担であったが、被災や戦時など特別な募集時には無賃郵送の指示があった。
1904年に陸軍恤兵部が開設されてからは「但し無賃を以て鉄道運搬を為すへき寄贈物品に係る両鉄道線接続駅に於ける貨物取扱費用は此の限に存らす」とされ恤兵品の無賃郵送が規定された。
恤兵品は本来、個人や部隊を指定したものは受理されないが、慰問文・慰問袋については部隊を指定でき所在地の陸軍官衙、部隊などを経て送達された。
義和団の乱のときから慰問袋に相当するものは行なわれたが、その名称は日露戦争中の1904年（明治37年）11月18日の官報が初見であるとされる。